# 彭彰
彭彰（1405年—？），字克明，山西遼州和順縣人，民籍。明朝政治人物。進士出身。

## 生平
山西鄉試第十八名舉人。宣德八年（1433年）癸丑科會試第六十九名，殿試登進士第三甲第四十九名。正統二年二月授大理寺左評事。

## 家族
曾祖彭順卿。祖父彭思中。父亲彭益。母王氏。具慶下。弟显、辉、耀。娶張氏。